# Сенди Мелинг
Санди Мелинг (Вупертал, 27. април 1981) немачка је певачица, писац песама, телевизијска водитељка и глумица, чланица женске поп групе Но ејнџелс, која је представљала Немачку на Песми Евровизије 2008. у Београду.